# Marutea Sud
Ne doit pas être confondu avec Marutea Nord.
Marutea Sud, également connu sous le nom de Marutea-i-runga et de Nuku-nui, est un atoll situé dans l'archipel des Tuamotu en Polynésie française. Celui-ci fait partie de la commune de Gambier.

## Géographie

### Situation

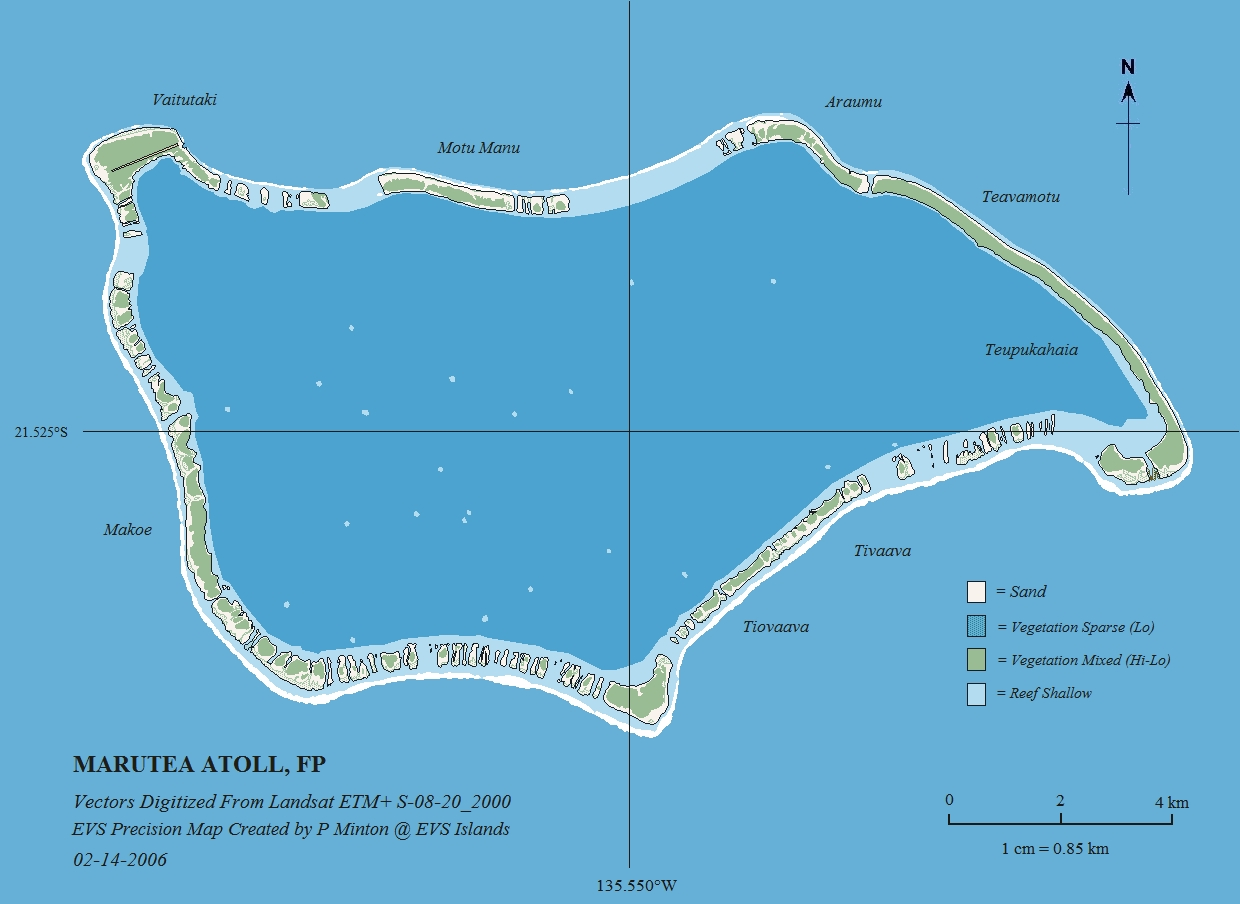
Carte topographique de l'atoll.

L'atoll est relativement isolé, situé à 74 km à l'est de Maria, l'île la plus proche, à 76 km à l'est de Matureivavao et à 1 470 km à l'est de Tahiti. Il s'étend sur 20 km de longueur et 8 km de largeur maximales pour une surface de terres émergées de 14 km2. Son lagon d'une superficie de 112 km2 est dépourvu de passe de communication avec l'océan.
Marutea Sud est administrativement rattaché aux îles Gambier située à 172 km au sud-est. Son principal village est Auorotini situé au Nord-Ouest de l'atoll sur le motu Vaitutaki.

### Géologie
D'un point de vue géologique, l'atoll est l'excroissance corallienne (de quelques mètres) du sommet du mont volcanique sous-marin homonyme, qui mesure 2 710 mètres depuis le plancher océanique, formé il y a 30,4 à 37,3 millions d'années.

## Histoire
Marutea Sud aurait été abordée par Pedro Fernandes de Queirós le 4 février 1606 sans que cela soit totalement attesté,, faisant de cet atoll le premier découvert par un Européen dans les Tuamotus. L'atoll est visité le 17 mars 1791 par le capitaine britannique Edward Edwards, lors de sa poursuite des mutins de la Bounty, qui le nomme Lord Hood Island. L'atoll est visité le 27 juin 1797 par l'Anglais James Wilson qui le nomme Land's Hood Island, puis le 19 mai 1798 par l'Américain Edmund Fanning. Il est également abordé le 18 janvier 1806 par le navigateur britannique Frederick William Beechey.

## Économie
Historiquement l'atoll faisait partie des plus importants de la Polynésie française pour la production d'huîtres nacrières qui, au début du XXe siècle, atteignait jusqu'à 40 tonnes par an, le plaçant alors au troisième rang après Hikueru et Takume ; cependant cette activité, depuis, a fortement décliné. Elle a été remplacée par la perliculture autorisée sur une surface de 850 ha du lagon pour l'élevage et le greffage avec 1 000 lignes de collectage de naissain.
L'atoll possède un petit aérodrome – avec une piste de 1 400 m – situé sur le motu Vaitutaki à la pointe nord-ouest de l'île. Actif jusqu'en 2004 – il accueillait en moyenne, environ 250 vols et 1 500 passagers par an – sa fréquentation a chuté en 2005 au point de ne plus assurer le moindre vol depuis cette date.